# Gareth Koch
Gareth Koch (6 de abril de 1962) es un guitarrista clásico y cantante australiano de ascendencia alemana / anglo-irlandés / lituano.

## Biografía
Nació en Milán y es hijo del novelista Christopher Koch e Irene Vilnonis, una pianista entrenada de Conservatorio. Gareth se crio en Sídney, Melbourne, Launceston y varias ciudades europeas. Comenzó a estudiar guitarra en España a la edad de doce años. Hizo su debut discográfico en Viena.
Después de 10 años en Viena, firmó por Artworks Recorded Music en 1996 para el que lanzó cuatro álbumes en solitario. Desde entonces ha realizado numerosas giras en Europa, Norteamérica y Asia. Se cambió a la discográfica ABC Classics Australia en 2003 y ha publicado posteriormente otros discos en solitario. Uno de ellos era su transcripción controvertida de Carl Orff's Carmina Burana.
Fundó un cuarteto de guitarras con los músicos australianos músicos Antony Field, Karin Schaupp y Slava Grigoryan lanzando álbumes bajo el nombre del grupo Saffire. En 2003 ganó un Premio ARIA de la Música al Mejor Álbum Clásico con este conjunto.
Koch tiene un doctorado en música y fue profesor titular de guitarra en la Universidad de Newcastle durante muchos años. En la actualidad es profesor de guitarra clásica en el Conservatorio de Hobart en la Universidad de Tasmania.